# Kazuo Umezu
Kazuo Umezu (楳図 かずお?), (Monte Kōya, 3 de septiembre de 1936-28 de octubre de 2024) fue un artista japonés de manga con temática de horror, a menudo considerado el padre del género. Publicó su primer libro de manga mientras estaba en la escuela superior y comenzó su carrera como mangaka inmediatamente después de su graduación. Después de mudarse a Tokio en 1962 desarrolló su famoso estilo detallado de manga de horror y desde entonces publica sus manga en toda clase de géneros que tratan desde horror pasando por ciencia ficción hasta humor.

## Obra
- 1960-1970: Orochi, Blood.[5]
- 1962-1964: Aula a la Deriva
- 1967-1976: El Chico De Los Ojos De Gato
- 1968-1973: La Casa De Los Insectos
- 1970: Iara
- 1971-1972: Again
- 1974: Bautismo (Senrei)
- 1976-1981: Makotochan
- 1981: Baptism of Blood (Película)
- 1982-1986: Watashi wa Shingo.[6]
- 1986-1988: Left Hand of God, Right Hand of the Devil
- 1990-1995: Fourteen

## Filmografía
- Aula a la Deriva (película)
- Blood Baptism (película)
- Long Love Letter: Drifting Classroom (drama de TV)
- Umezu Kazuo no Noroi (The Curse Of Umezu Kazuo), mediometraje dirigido por Naoko Omi, con guion de Shiira Shimazaki y música de Etsuji Yamada, el cual nos presenta dos historias de terror: una sobre una entidad demoníaca y otra sobre una mansión encantada.